# Calocerambyx
Calocerambyx is een kevergeslacht uit de familie van de boktorren (Cerambycidae). De wetenschappelijke naam van het geslacht werd voor het eerst geldig gepubliceerd in 1905 door Heller.

## Soorten
Calocerambyx is monotypisch en omvat slechts de volgende soort:
- Calocerambyx hauseri Heller, 1905